# Ксантозинмонофосфат
Ксантозинмонофосфат (сокр.  XMP) (5'-xanthylic acid) — является промежуточным продуктом в синтезе ГМФ в реакциях синтеза пуриновых оснований (пуриновый обмен — биосинтез гуаниловых нуклеотидов). Получается в результате окисления ИМФ при участии никотинамидадениндинуклеотида (НАД) и ИМФ-дегидрогеназы.
Химическая формула — C10H13N4O9P. Молярная масса — 364.206 г/моль.